# Битка код Бон-ла-Роланда
Битка код Бон-ла-Роланда одиграла се 28. новембра 1870. године између Француске и Пруске. Битка је део Француско-пруског рата и завршена је победом Пруса.

## Битка
Битка код Бон-ла-Роланда представља први покушај француске Лоарске армије да деблокира Париз. Десно крило Лоарске армије под генералом Жаном Крузаом прешло је у напад на лево крило немачке 2. армије под командом генерала Константина Фоигтс-Реца на линији Бон-ла-Роланд - Марсији-Ле-Котел. Ситуација у Бон-ла-Роланду била је критична за Немце, када су пристигле као појачање немачке 1. коњичка дивизија и 5. пешадијска дивизија. Тада је 20. корпус био принуђен да обустави напад и повуче се на линију Боакомен-Белгард, док је 18. корпус остао код Жиранвила и Мезјер-су-Белгарда. Губици: Французи-1300 погинулих и рањених, и 1800 заробљених, а Немци укупно око 900 војника. Деблокада није успела највише због оклевања и неодлучности команданта Лоарске армије.